# Geographische Predigten
Die Geographischen Predigten sind eine Folge von acht belehrenden Aufsätzen Karl Mays, die 1875/76 in der Zeitschrift Schacht und Hütte, Nr. 15–46 (Verlag H. G. Münchmeyer, Dresden) veröffentlicht wurden.
May erklärte 1899 in der Auseinandersetzung mit Fedor Mamroth, er hätte schon in diesen Geographischen Predigten den genauen Plan seiner sämtlichen Werke vorgelegt und sich auch immer treulich daran gehalten.

## Inhalt
1. Himmel und Erde
2. Land und Wasser
3. Berg und Thal
4. Wald und Feld
5. Mensch und Thier
6. Strom und Straße
7. Stadt und Land
8. Haus und Hof

In den Geographischen Predigten werden die didaktischen Absichten Mays am deutlichsten. Sie gehen von einem sehr weit gefassten Geographiebegriff aus. Was May beabsichtigte, war eine „Volksaufklärung“ im Sinne christlicher Pädagogen und Schriftsteller des 19. Jahrhunderts wie etwa Ludwig Aurbacher. In den acht Predigten verbindet May religiöse, sachwissenschaftliche, naturphilosophische und unterhaltende Elemente miteinander. Als Belege für die Ausführungen des Verfassers werden nicht nur die Verse von Dichtern wie Schiller, Lenau und Freiligrath (auch eigene Gedichte zitiert May) angeführt, sondern auch humoristische Verse aus dem Volksmund. Entsprechend weitgestreut sind auch die Themen, die May behandelt. Die Titel der Aufsätze sind sorgfältig gleich gestaltet. Immer wieder geht es um Gegensätze: Himmel und Erde, Land und Wasser, Strom und Straße.
Die Gedankengänge Mays greifen stets weit aus. Der Aufsatz über Himmel und Erde geht vom Prometheusmythos aus; es folgen belehrende Bemerkungen über die Astronomie und ihre Geschichte. Am Ende des Textes stehen schließlich wieder theologische Bemerkungen.
Mit größter Leichtigkeit gelingt es May in Strom und Straße von seinen Überlegungen zu den Land- und Wasserwegen überzugehen zu den „berufsmäßigen Begehern“ der Straßen, den Stromern.
Christoph F. Lorenz urteilte 1981:
„Manches in diesen Geographischen Predigten mag einem heutigen Leser nur kurios erscheinen; die Beweglichkeit, mit der Karl May hier scheinbar Abwegiges miteinander verbindet, nämlich Schulwissen, Philosophie und religiöses Gedankengut sowie volkstümlichen Humor, ist zweifellos bemerkenswert.
Ein großes Kunstwerk sind die Geographischen Predigten nicht; ohne Zweifel aber gehören sie zu den erfreulichsten, gelöstesten Texten Mays. Aus ihnen spricht ein echter Menschenfreund; nur im Spätwerk bekennt May noch einmal so deutlich Farbe, nennt seine religiösen und philosophischen Überzeugungen beim Namen.“

## Hauptideen (nach F. Prüfer)
1. Alles Leben ist zielstrebend über sich hinaus.
2. Über die Naturgewalten siegt des Menschen Geist.
3. Den großen Weltzusammenhang regiert allein die Hand des Einen.
4. Der Mensch ist ein Glied in der Kette der Natur.
5. Pflanzen und Tiere sind beseelte, dem Menschen innerlich verwandte Wesen.
6. Die Menschen sollen die Erde geistig beherrschen.
7. Die Menschheit kann ihr Ziel nur erreichen durch Zusammenschluss.
8. Durch Humanität zum Völkerfrieden!

Die enge Beziehung dieser Leitgedanken zu den zentralen Ideen des Spätwerks ist unübersehbar.

## Werkgeschichte
Der einzige nachweisbare Abdruck der Geographischen Predigten erschien 1875/76. Die später in Kürschners Literaturkalender stets aufgeführte 3. Aufl 1880 ist offenbar Fiktion; eine zeitgenössische Buchausgabe ist nicht nachgewiesen.
In seinem 1899 geschriebenen Text Karl May und seine Gegner erwähnt May seine Geographischen Predigten und nennt fünf der Kapitelüberschriften. Er nennt sie hier auch explizit die „vollständige Disposition“ seiner Werke und bemerkt:
„... wer die ‚Geographischen Predigten‘ nicht gelesen hat, ist vollständig unfähig, meine Voraussetzungen und Ziele zu kennen, meine Art und Weise zu begreifen, mein Denken und Wollen zu verstehen und ein gerechtes Urteil über meine Werke zu fällen; die Herren von der Kritik haben aber, wie es scheint, nicht die mindeste Notiz von ihnen genommen.“
Dieses Urteil Mays ist freilich nicht ganz fair, da die Geographischen Predigten 23 bzw. 24 Jahre zuvor in einer bald vergriffenen Zeitschrift erschienen waren!
Euchar Albrecht Schmid trieb erst 1916 ein vollständiges Exemplar des Zeitschriftenjahrgangs auf und konnte die Geographischen Predigten noch 1916 als Separatdruck, freilich mit gravierenden Bearbeitungen, herausgeben. Später fanden sie einen Platz in „Ich“ (GW34) der Gesammelten Werke; ab 1968 dann in Schacht und Hütte (GW72), wo sie noch heute zu finden sind.
Der Urtext der Geographischen Predigten ist 1979 von der Olms-Presse im Rahmen eines kompletten Reprints des ersten (und einzigen) Jahrgangs von Schacht und Hütte vorgelegt worden.

## Sonstiges
1921 wurde der Text ins Ungarische übersetzt (Az ember és világa).
Als hermeneutischer Schlüssel zum tieferen Verstehen auch der Geographischen Predigten  Karl Mays mag ein Zitat von Helmut Schmiedt dienen:
„Nur noch bei den Nichtsahnenden existiert Karl May als literarischer Grobmotoriker und nichtsnutziger Bewohner des literarischen Souterrains; ihre Zahl allerdings ist groß. Werner Bergengruen hat [...] schon vor langer Zeit auf ein elementares Dilemma aufmerksam gemacht: ,Karl May ist naiv zu genießen oder von einem höheren Punkte aus. Seine Gegner sind Leute, welche die Naivität verloren, jenen höheren Punkt aber nicht einzunehmen gewußt haben.‘“